# Dahmer (film)
Dahmer är en biografisk thrillerfilm från 2002 i regi av David Jacobson om den amerikanske seriemördaren Jeffrey Dahmer, porträtterad av Jeremy Renner. Filmen skildrar Dahmers liv under de sista åren innan hans arrestering, och ger en inblick i hans psykiska tillstånd och hur hans mordbegär utvecklades. Handlingen fokuserar på hans interaktioner med offer, familj och andra runt omkring honom, och ger en mörk och komplex bild av mannen som begick brutala mord på 17 unga män mellan 1978 och 1991.